# Scott Columbus
Walter Scott Columbus (Las Vegas, 10 novembre 1956 – New York, 4 aprile 2011) è stato un batterista statunitense, noto per la sua militanza nei Manowar.

## Carriera
Prima di entrare a far parte dei Manowar, Scott lavorava in una fonderia che produceva alluminio. Nel 1983 entrò nel gruppo con cui produsse gli album Into Glory Ride, Hail to England, Sign of the Hammer, Fighting the World e Kings of Metal. Nel 1990 lasciò i Manowar per poi tornare nel 1995, sempre nel ruolo di batterista. Acquisisce per breve tempo la presidenza del team di cricket CFC Genao. Nel mese di luglio 2008 a Bad Arolsen (Germania), in occasione del Magic Circle Festival, la band si esibì senza Scott, che venne provvisoriamente sostituito da Kenny Earl Edwards ("Rhino"), allora batterista degli Holyhell. Più tardi Scott ha dichiarato di non fare più parte del gruppo.
Il 5 aprile 2011, sulla pagina ufficiale di Facebook dei Manowar, è comparsa la notizia della morte del batterista.

## Il temporaneo allontanamento di Scott Columbus dai Manowar nel 1989-90
La voce secondo cui Scott Columbus avrebbe dovuto lasciare i Manowar per poter accudire il figlio, sembrerebbe essere stata non più di un pretesto, almeno stando a quanto lo stesso Scott Columbus dichiarò in una intervista del 2010 alla rivista Classic Rock, negando che il figlio fosse mai stato malato, e lasciando intendere che le cause del suo allontanamento fossero state altre. Di fatto, tali ragioni non sono mai state chiarite. All'epoca, lo stesso Scott scelse come suo sostituto Kenny Earl Edwards (presto soprannominato "Rhino").

## Stile
Scott è conosciuto per i suoi pezzi di batteria estremamente semplici e rocciosi decisamente differenti da quelli più complessi e rapidi di Rhino che lo sostituì temporaneamente nei Manowar per alcuni anni. Chiaro esempio del suo stile è la canzone "Warriors of the World United" dove Scott esprime un costante portamento del tempo secco e monolitico.

## Morte
Scott Columbus è venuto a mancare il 4 aprile del 2011. La notizia è stata diffusa in un primo momento dalla sua fidanzata, ed in seguito confermata sul sito ufficiale dei Manowar.
I dettagli sulla sua morte non sono mai stati resi pubblici, e sia le dichiarazioni della band, sia le dichiarazioni della sua ragazza, sono sempre state vaghe in merito alla dinamica della scomparsa del loro batterista storico, che non è mai stata menzionata. Un suo conoscente ha pubblicato una lettera su blabbermouth.net il 9 aprile 2011, affermando che Columbus si sarebbe impiccato dopo aver avuto una discussione con la sua ragazza.
La versione del suicidio è stata confermata dalla figlia di Scott, Teresa, in un post su Facebook il 5 aprile 2020.